# Verband der Eisenbahnfreunde
Der Verband der Eisenbahnfreunde (VEF) ist die älteste aktive Vereinigung von Eisenbahnfreunden in Österreich. Er hat seinen Sitz in Wien.

## Zweck
Der VEF hat das Ziel, die Freunde der Eisenbahn in ihren Bestrebungen zu unterstützen und ihnen Unterlagen über das Eisenbahnwesen zugänglich zu machen. Dies möchte er durch  eisenbahntechnische Vorträge, Exkursionen, Kauf von Lichtbildern und Zeichnungen unterstützen.

## Geschichte

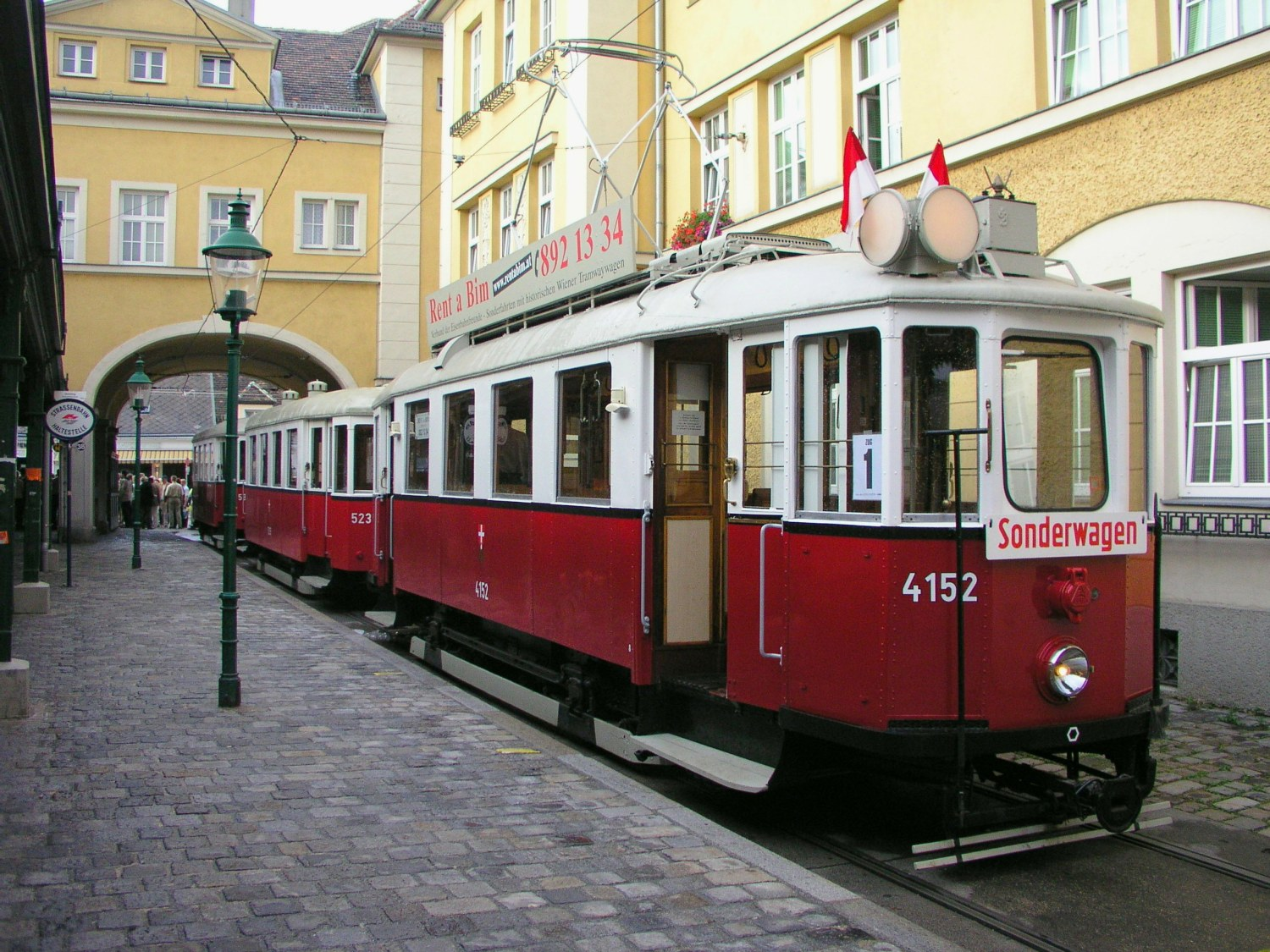
Straßenbahnsonderzug des VEF in Grinzing

Im Jahre 1950 wurde der Verband der Eisenbahnfreunde in Wien gegründet. Es wurden Zweigstellen in Graz und Innsbruck errichtet. Die Grazer Zweigstelle entwickelte sich im Laufe der Jahre gut, hatte jahrelang einen von den Steiermärkische Landesbahnen StLB erworbenen Triebwagen als Verbandsheim. Nunmehr ist sie in die Glacisstraße 43 übersiedelt und setzt laufend zahlreiche Aktivitäten. Für Innsbruck fanden sich nicht genügend Interessenten, so dass diese Zweigstelle 1978 schließen musste. Seit 2016 gibt es erneut den Versuch eine Regionale Niederlassung in Innsbruck zu etablieren.
Nach der Gründung entwickelte sich in der Folge eine rege Verbandstätigkeit in Form der verschiedenartigsten Veranstaltungen. Mitteilungsblatt war damals die Zeitschrift „Eisenbahn“, die einem der Gründungsmitglieder, Alois Ployer, gehörte.
Bereits im Jahre 1955 konnte der Grundstein zur heutigen historischen Fahrzeugsammlung gelegt werden, nämlich mit dem Triebwagen 4924.05 (ex LWP Cmg 1607), der von den Österreichischen Bundesbahnen ÖBB erworben werden konnte, und dem ehemaligen Hofsalonwagen 200 der Wiener Lokalbahnen (WLB), der dank einer Spende des Papierhändlers Alois Ployer an den VEF von der WLB gekauft werden konnte. Ab 1956 waren diese beiden Wagen das Verbandsheim, aufgestellt in der Eichenstraße neben der WLB-Remise in Wien. 1960 erfolgte die Überstellung der beiden Triebwagen in den ÖBB-Bahnhof Hütteldorf-Hacking (heute Bahnhof Wien Hütteldorf), wo weiterhin die Verbandsabende stattfanden.
Die erste Sonderfahrt fand am 6. Oktober 1962 statt (bis Februar 2007 folgten weitere 225 Fahrten) und die erste Schulfahrt konnte am 26. Jänner 1964 veranstaltet werden (weitere 206 Schulfahrten folgten). Beide Veranstaltungsarten stellten eine Bereicherung der Aktivitäten des VEF dar und sie wurden von den Mitgliedern mit Zustimmung in Anspruch genommen.
Es begann nun eine Periode fruchtbarer Arbeit, in der auch an der Erweiterung der Fahrzeugsammlung gearbeitet wurde. Da die beiden Triebwagen in eine Halle kamen und einer davon später wieder betriebsfähig gemacht wurde, brachte dies die Auflassung der Verbandsabende in den beiden Triebwagen. Die wöchentlichen Zusammenkünfte wurden zunächst ins Kongresshaus verlegt, bis 1980 wieder auf einem Bahnhof, nämlich dem Westbahnhof, eine Möglichkeit gefunden wurde, die Verbandsabende dort abzuhalten. Infolge des Bahnhofsumbaues, der auch das Restaurant betraf, übersiedelte der VEF 1995 auf den Südbahnhof, wo der VEF im Restaurant Rosenkavalier zusätzlich die Möglichkeit hatte, auch Dia- und Filmabende zu veranstalten. Auf Grund des Abbruchs des Südbahnhofs erfolgten seit September 2009 die Dia- und Filmabende im Restaurant Hagenthaler in Wien 6. Nunmehr finden die Zusammenkünfte des VEF in Wien im Restaurant Falkensteiner in Wien 3, in Graz im Verbandslokal in der Glacisstraße und in Innsbruck im Café Inntal statt.
Zufolge Eigentümerwechsel und redaktioneller Terminprobleme bei der Zeitschrift „Eisenbahn“ war diese als Mitteilungsblatt für nicht mehr praktikabel und so gab der VEF 1974 ein eigenes Mitteilungsblatt heraus, das sich „Verkehrsreport“ nannte, jedoch ab 1975 treffender als „Die Schiene“ bezeichnet wurde. Das Mitteilungsblatt ist inzwischen auch das Mitteilungsblatt von immer mehr Vereinigungen von Eisenbahnfreunden geworden. Seit Mai 2007 wird „Die Schiene“ nunmehr in Farbe hergestellt. Seit April 2008 liegt die Zeitschrift in allen großen Informationsstellen der Wiener Linien auf und seit Mai 2011 gibt es DIE SCHIENE auch in vielen Bahnhofstrafiken und Buchhandlungen zu kaufen.
Erster Höhepunkt in den Bemühungen um die Erhaltung und Aufarbeitung von historischen Schienenfahrzeugen war 1977 die Wiederinbetriebnahme des ehemaligen Verbandsheimes, des vormaligen Hofsalonwagens der WLB, Nr. 200. Im Bereich Vollbahn beziehungsweise Straßenbahn war der VEF ebenfalls aktiv. So konnte im Bahnhof Groß Schwechat das Eisenbahnmuseum Schwechat eingerichtet werden. Die Straßenbahnfahrzeuge für den täglichen Einsatz waren im Bahnhof Ottakring, danach im Bahnhof Rudolfsheim danach im Bahnhof Speising untergebracht. Aktuell (Stand 2018) sind die Betriebsfahrzeuge des VEF im Bahnhof Erdberg beheimatet. Die nicht für den Betrieb benötigten Fahrzeuge sind seit 1986 im Wiener Straßenbahnmuseum betriebsfähig ausgestellt.
In den Jahren ab 1980 häufte sich die Teilnahme des VEF mit seinen historischen Schienenfahrzeugen bei Jubiläums- oder sonstigen Veranstaltungen (wie Tag der offenen Türe) sowohl bei den ÖBB, als auch bei den WVB (Wiener Linien) (beispielsweise Zubringerzüge am Tag der offenen Tür).
Die Straßenbahnfahrzeuge und Eisenbahnfahrzeuge können, soweit diese eine Zulassung haben, für Sonderfahrten gemietet werden. Eine Verbandsmitgliedschaft ist dazu nicht erforderlich. 
Im September 2010 feierte der VEF sein 60-jähriges Bestehen mit einem Festprogramm im Wiener Straßenbahnmuseum und im Eisenbahnmuseum Schwechat.

## Kooperationen
Der VEF ist Gründungsmitglied des Verbandes Österreichischer Museums- und Touristikbahnen.